# Шапел (Ардени)
Шапел (фр. Chapelle) насеље је и општина у североисточној Француској у региону Шампањ-Арден, у департману Ардени која припада префектури Седан.
По подацима из 2011. године у општини је живело 160 становника, а густина насељености је износила 21,28 становника/km². Општина се простире на површини од 7,52 km². Налази се на средњој надморској висини од 328 метара.

## Демографија
| 1962. | 1968. | 1975. | 1982. | 1990. | 1999. | 2011. |
| ----- | ----- | ----- | ----- | ----- | ----- | ----- |
| 123   | 124   | 99    | 116   | 145   | 156   | 160   |

График промене броја становника у току последњих година